# 燦擬四眼鱂
燦擬四眼鱂（学名：Anablepsoides speciosus）為輻鰭魚綱鯉齒目鰕鱂亞目溪鱂科的其中一種，為熱帶淡水魚，分布於南美洲秘魯亞馬遜河流域，體長可達3.5公分，棲息在底中層水域，生活習性不明。
其种加词“speciosus”意为“好看的”、“艳丽的”。